# Gýmešský jarok
Gýmešský jarok este o arie protejată (arie specială de conservare — SAC, sit de importanță comunitară — SCI) din Slovacia întinsă pe o suprafață de 40,07 ha, integral pe uscat.

## Localizare
Centrul sitului Gýmešský jarok este situat la coordonatele 48°54′03″N 21°17′54″E / 48.900872°N 21.298322°E.

## Înființare
Situl Gýmešský jarok a fost declarat sit de importanță comunitară în septembrie 2015 pentru a proteja un număr necunoscut de specii din flora spontană și fauna sălbatică aflate în arealul zonei. Situl a fost protejat și ca arie specială de conservare în octombrie 2017.

## Biodiversitate
Situată în ecoregiunea alpină, aria protejată conține 1 habitat natural: Păduri stepice euro-siberiene cu Quercus spp..
La baza desemnării sitului se află un număr nedeclarat de specii protejate.